# Ghiacciaio Wubbold
Il ghiacciaio Wubbold è un ghiacciaio lungo circa 15 km situato sulla costa nord-occidentale dell'isola Alessandro I, al largo della costa della Terra di Palmer, in Antartide. Il ghiacciaio, il cui punto più alto si trova a oltre 700 m s.l.m., fluisce verso sud a partire dal versante meridionale dei monti Havre, scorrendo lungo il versante sud-occidentale del monte Pontida, fino a entrare nella baia di Lazarev, a nord del monte Holt.

## Storia
Il ghiacciaio Wubbold è stato mappato nel 1960 da D. Searle, cartografo del British Antarctic Survey (al tempo ancora chiamato "Falkland Islands Dependencies Survey", FIDS), sulla base di fotografie aeree scattate durante la spedizione antartica di ricerca comandata da Finn Rønne, svoltasi nel 1947-48, ed è stato così battezzato dal Comitato britannico per i toponimi antartici in onore del comandante J. H. Wubbold, della guardia costiera statunitense, ufficiale comandante della USCGC Northwind, che prese parte all'operazione Deep Freeze nel 1977.